# میدان واندوم
میدان واندوم (انگلیسی: Place Vendôme) به میدان لوئی کبیر نیز مشهور است و در منطقه ۱ شهرداری پاریس واقع شده است و از جنوب منتهی به پارک تویلری و از دیگر سو با کلیسای لمدلن همسایه است. خیابان صلح از این میدان شروع می‌شود و توسط ژول آردوئن مانسارت معمار دوران لوئی چهاردهم و در سال ۱۷۰۲ میلادی بنا شده است.

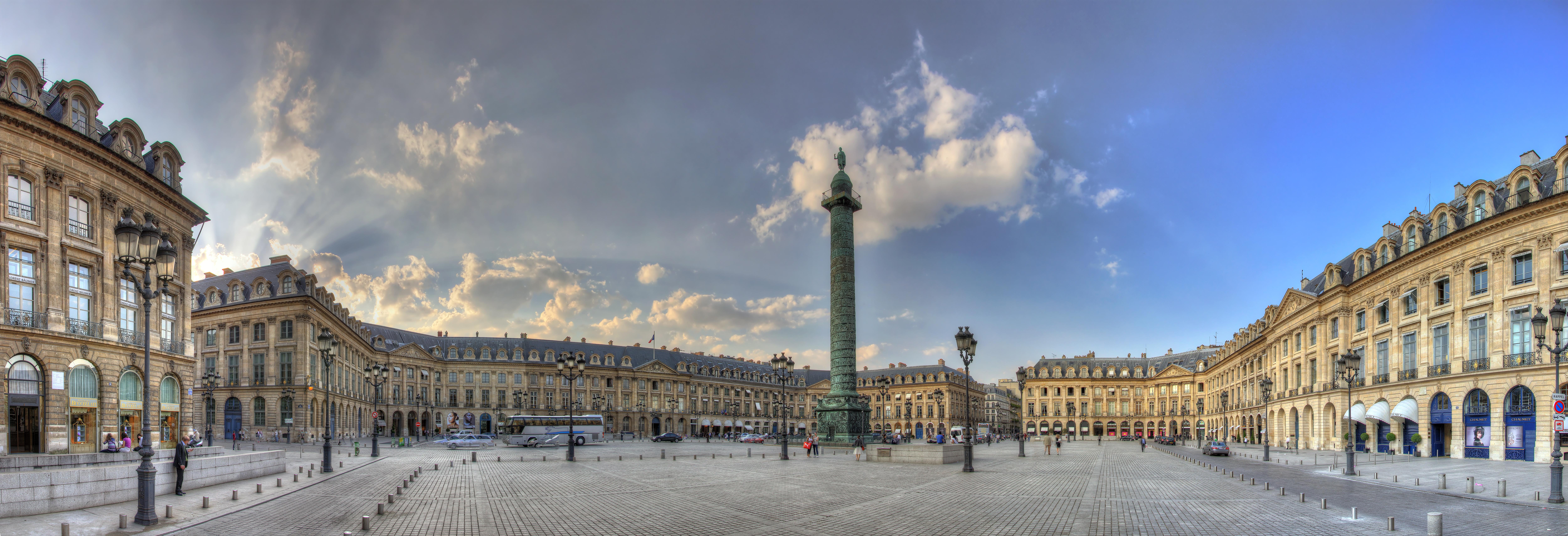
میدان واندوم

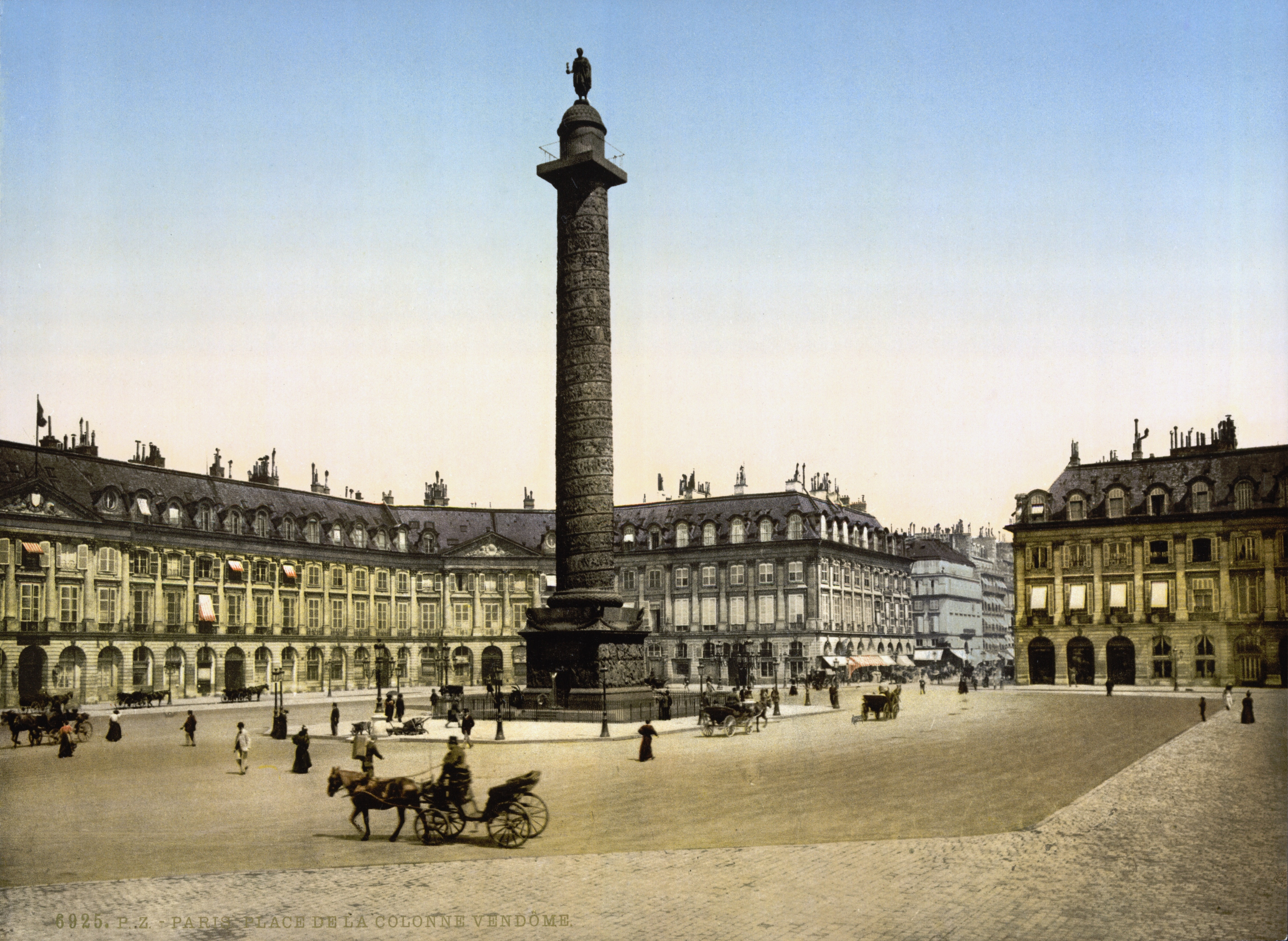
میدان در ۱۹۰۰ میلادی

ناپلئون بناپارت، امپراتور فرانسه، به یاد پیروزی ارزشمند در نبرد استرلیتز (نبرد سه امپراتور) ستون یادبودی در مرکز این میدان قرار داد.